# Момир Булатович
Момир Булатович (на сръбски: Момир Булатовић) е черногорски политик, 1-ви президент на Черна гора (1990-1998)  и 3-ти председател на правителството на Съюзна република Югославия (1998-2000). От 1991 до 1997 година оглавява Демократическата партия на социалистите в Черна гора (ДПС), наследник на Съюза на комунистите на Черна гора.

## Биография
Момир Булатович е роден на 21 септември 1956 година в Белград в семейството на офицер от Югославската народна армия. Когато е на 5 години, семейството се премества в град Задар в Хърватия, където завършва училище. През 1975 година 18-годишният Булатович заминава за Титоград , за да се запише в Икономическия факултет на Титоградския университет. Самият бъдещ политик твърди, че иска да учи в Белград, но семейството му няма достатъчно пари за това. След като се дипломира, Булатович остава да работи в университета и след това получава магистърска степен.
От 1988 година Буатович е един от лидерите на Съюза на комунистите на Черна гора. Политическата му кариера тръгва нагоре, когато заедно с Мило Джуканович и Светозар Марович става един от съюзниците на сръбския лидер Слободан Милошевич в конфликта му със старото ръководство на Съюза на комунистите на Югославия. Той се застъпва за защита на сръбското население на Косово, за ограничаване на автономията на областта и за запазване на съюза със Сърбия. През 1989 година оглавява Съюза на комунистите на Югославия.
През декември 1990 година Момир Булатович е избран за президент на Република Черна гора. През 1991 година основава и оглавява Демократическата партия на социалистите на Черна гора. Подкрепя Сърбия на Милошевич по време на Югославските войни и е един от основните поддръжници на обсадата на Дубровник. През 1992 година Черна гора и Сърбия създават Съюзна република Югославия на мястото на разпадналата се по-голяма югославска федерация. Ако в края на 80-те Булатович и Мило Джуканович са политически съюзници, то от 1997 година те стават политически опоненти. Двамата се кандидатират поотделно на президентските избори в Черна гора през октомври 1997 година и след загубата на Булатович той е изключен от Демократическата партия на социалистите. Заедно с него партията напускат голяма група съмишленици, които през 1998 година създават новата Социалистическа народна партия на Черна гора.
Булатович не признава поражението си на президентските избори през 1997 година и става един от лидерите на опозицията срещу новия президент Мило Джуканович. През 1998-2000 година то става председател на правителството на остатъчна Югославия, която през този период започва и претърпява поражение в Косовската война. След свалянето на Милошевич от власт в Сърбия през октомври 2000 година Булатович също губи поста си начело на югославското правителство. Той е принуден да напусне Социалистическата народна партия и основава Народна социалистическа партия на Черна гора, която не постига особени изборни успехи.
През 2001 година Момир Булатович издава свое мемоари, озаглавени „Правилата за мълчание“ , в които критикува бившите си съюзници. През последните години от живота си се оттегля от политическа дейност.
Момир Булатович умира на 30 юни 2019 година в село Раци край Подгорица.